# Akira Matsunaga (född 1948)
Akira Matsunaga, född 8 augusti 1948 i Shizuoka prefektur, Japan, är en japansk tidigare fotbollsspelare.